# Condado de Santa Cruz de Mopox
El condado de Santa Cruz de Mopox es un título nobiliario español creado el 23 de julio de 1796, con el vizcondado previo de "Cárdenas", por el rey Carlos IV a favor de Joaquín Beltrán de Santa Cruz y Cárdenas-Vélez de Guevara, señor y justicia mayor de la población de San Juan de Jaruco (Cuba), Mariscal de Campo de los RR.EE. III conde de San Juan de Jaruco, fundador de la ciudad de Nueva Paz (Cuba), etc.
Este título alcanzó la Grandeza de España el 29 de diciembre de 1807 siendo Francisco Javier Beltrán de Santa Cruz y Montalvo, segundo conde de Santa Cruz de Mopox.

## Condes de Santa Cruz de Mopox
|                                   | Titular                                                   | Periodo                |
| Creación por Carlos IV            | Creación por Carlos IV                                    | Creación por Carlos IV |
| --------------------------------- | --------------------------------------------------------- | ---------------------- |
| I                                 | Joaquín Beltrán de Santa Cruz y Cárdenas-Vélez de Guevara | 1796-1807              |
| II                                | Francisco Javier Beltrán de Santa Cruz y Montalvo         | 1841-1882              |
| III                               | María Teresa Beltrán de Santa Cruz y Figueras             | 1882-1895              |
| Rehabilitado por Francisco Franco |                                                           |                        |
| IV                                | Francisco Javier de Santa Cruz y Mallén                   | 1952-1954              |
| V                                 | Francisco Javier de Santa Cruz y Goicoechea               | 1956-1976              |
| VI                                | Joaquín de Santa Cruz y Goicoechea                        | 1978-1997              |
| VII                               | Pedro Echevarría de Santa Cruz                            | 1997-actual titular    |

## Historia de los Condes de Santa Cruz de Mopox
- Joaquín Beltrán de Santa Cruz y Cárdenas-Vélez de Guevara (1769-1807), I conde de Santa Cruz de Mopox, III conde de San Juan de Jaruco.

1. Casó con María Teresa Montalvo y O'Farrill. Le sucedió su hijo:

- Francisco Javier Beltrán de Santa Cruz y Montalvo (1795-1882), II conde de Santa Cruz de Mopox, IV conde de San Juan de Jaruco.

1. Casó con María Luisa Montalvo y Núñez del Castillo.
2. Casó con María Inocencia Figueras y Mora. Le sucedió, de su segundo matrimonio, su hija:

- María Teresa Beltrán de Santa Cruz y Figueras (1831-1895), III condesa de Santa Cruz de Mopox, V condesa de San Juan de Jaruco.

1. Casó con su primo hermano Joaquín Francisco Beltrán de Santa Cruz y Franchí Alfaro. Le sucedió, de su hijo Jorge Eugenio Beltrán de Santa Cruz (1857-1914) que había casado con Esperanza América Mallén y del Prado, el hijo de ambos, por tanto, su nieto, que lo rehabilitó:

Rehabilitado en 1952 por:
- Francisco Javier Beltrán de Santa Cruz y Mallén (1889-1954), IV conde de Santa Cruz de Mopox, VI conde de San Juan de Jaruco.

1. Casó con María del Carmen Goicoechea y Durañona. Le sucedió su hijo:

- Francisco Javier de Santa Cruz y Goicoechea (1917-1976), V conde de Santa Cruz de Mopox, VII conde de San Juan de Jaruco. Le sucedió su hermano:

- Joaquín de Santa Cruz y Goicoechea (n. en 1918), VI conde de Santa Cruz de Mopox, VIII conde de San Juan de Jaruco. Le sucedió, de su hermana María de las Mercedes de Santa Cruz y Goicoechea, el hijo de ésta, por tanto, su sobrino:

- Pedro Echevarría de Santa Cruz, VII conde de Santa Cruz de Mopox.

## Nota
En el condado de San Juan de Jaruco, sucedió, como IX conde, el hermano de éste, Francisco Javier Echevarría de Santa Cruz, sobrino también del VI conde de Santa Cruz de Mopox.